# Ceratostomella
Ceratostomella Sacc. – rodzaj grzybów z typu workowców (Ascomycota).

## Systematyka i nazewnictwo
Pozycja w klasyfikacji według Index Fungorum: Boliniaceae, Boliniales, Sordariomycetidae, Sordariomycetes, Pezizomycotina, Ascomycota, Fungi.
Takson utworzył Pier Andrea Saccardo w 1878 roku. Nie wyznaczył gatunku typowego, ale w 1931 r. Clements i Shear uznali za niego Ceratostomella rostrata (Tode) Sacc.
Gatunki występujące w Polsce:
- Ceratostomella rostrata (Tode) Sacc. 1882

Nazwy naukowe na podstawie Index Fungorum. Wykaz gatunków według Andrzeja Chlebickiego (podane jako Endoxyla).